# XLIII Festival Internacional de Cinema Fantàstic de Catalunya
La XLIII edició del Sitges Festival Internacional de Cinema de Catalunya (abans, Festival Internacional de Cinema Fantàstic de Sitges) es va organitzar del 7 al 17 d'octubre de 2010 dirigida per Àngel Sala. El pressupost del Festival va ser de 2,6 milions d'euros, igual a l'edició de 2009.

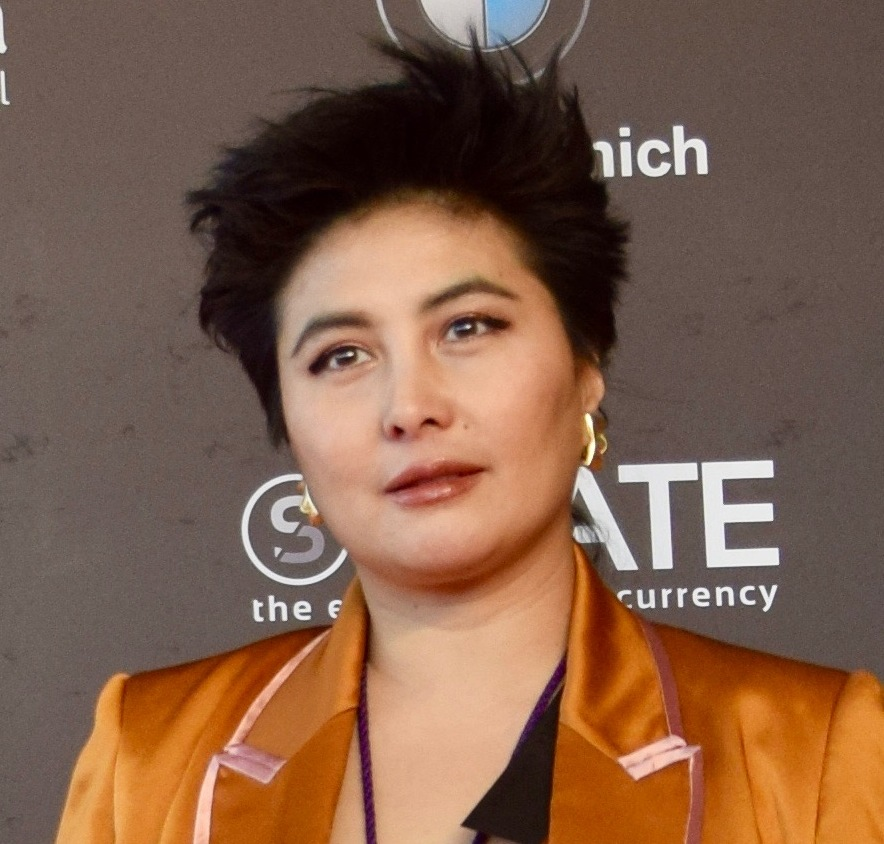
Josie Ho, premi a la millor actriu

La gala d'inauguració va projectar Els ulls de la Júlia, protagonitzada per Belén Rueda i Lluís Homar, segon llargmetratge del director Guillem Morales, que va debutar al cinema amb L'habitant incert el 2004.

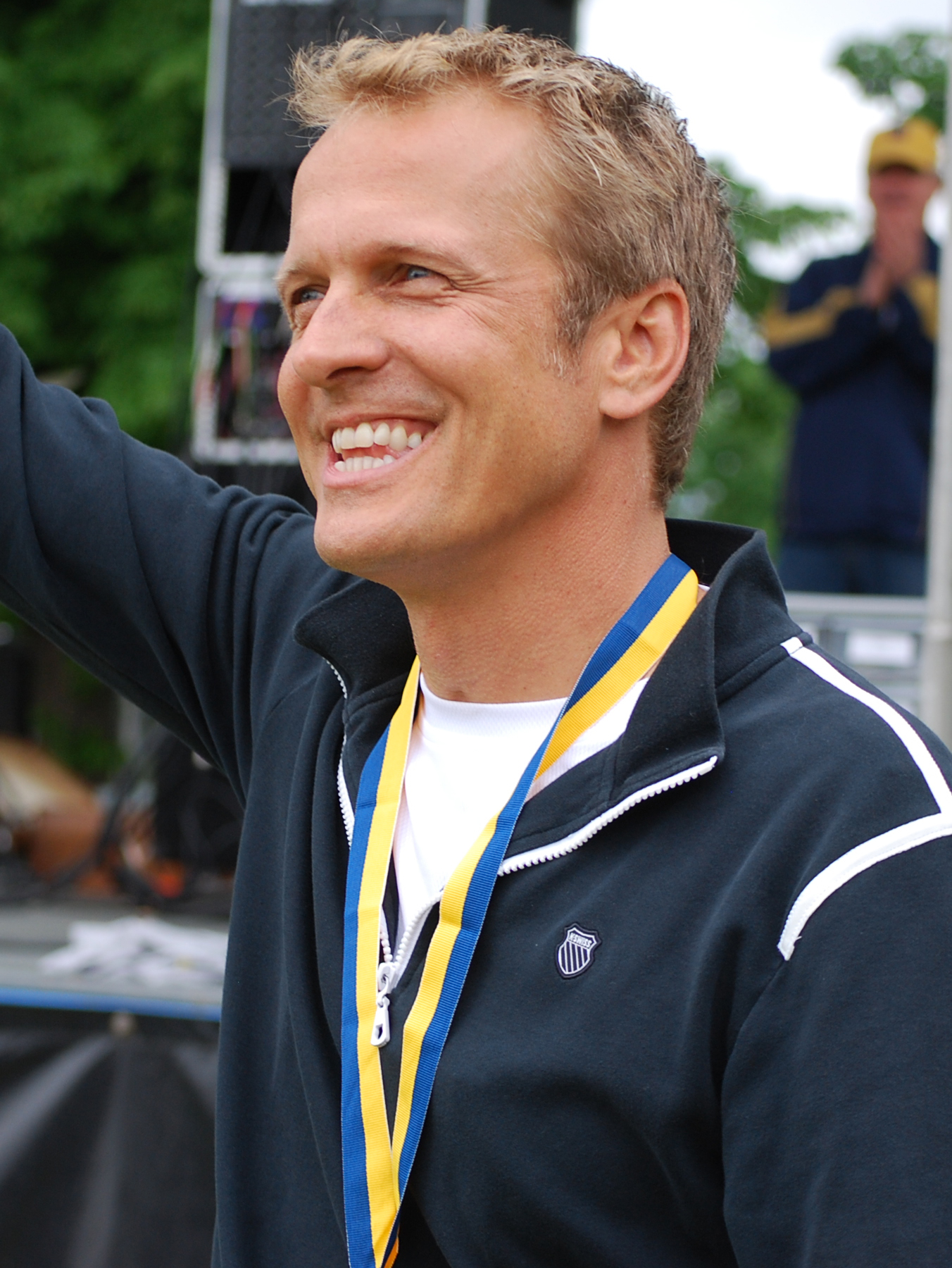
Patrick Fabian, premi al millor actor

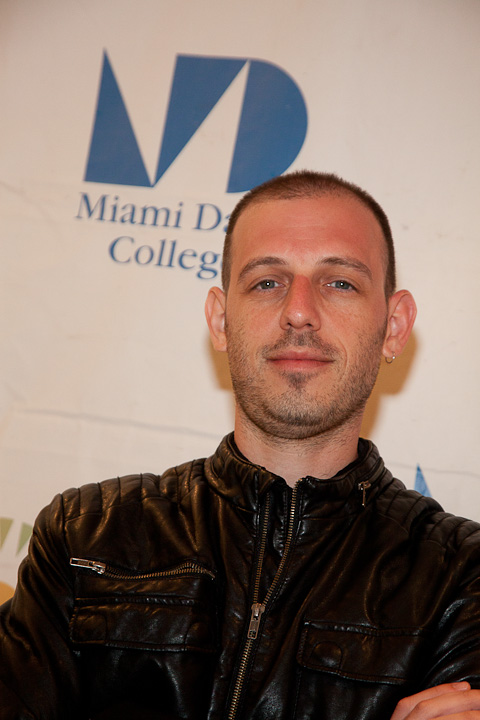
Nicolás Goldbart, premi al millor guió

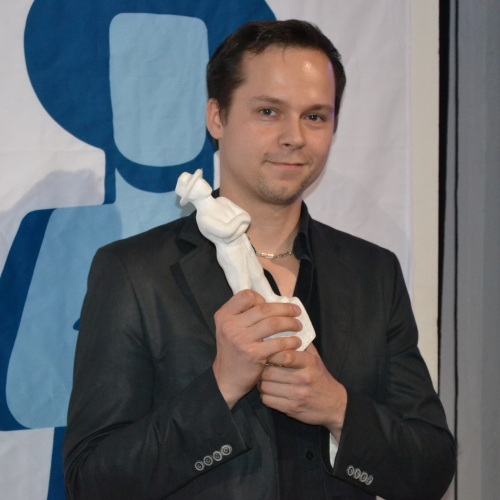
Mika Orasmaa, premi a la millor fotografia

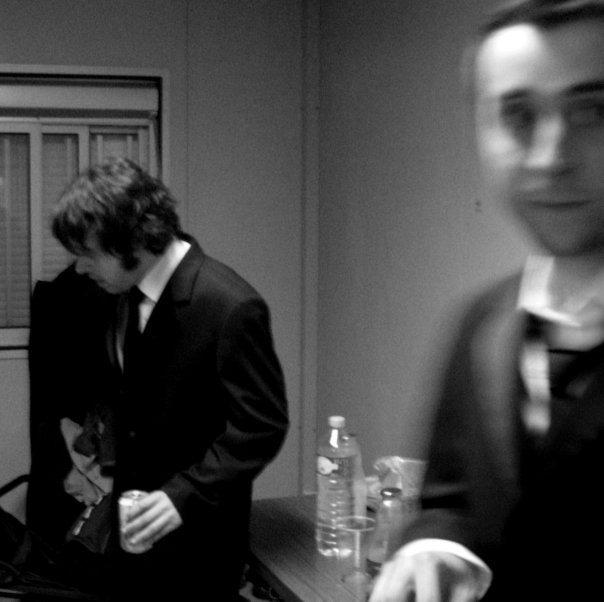
Seppuku Paradigm, premi a la millor banda sonora

En aquesta edició la pel·lícula homenatjada va ser The Shining, una de les obres mestres del cinema de terror, dirigida per Stanley Kubrick i interpretada per Jack Nicholson i que complia 30 anys de la seva estrena. La versió oferta a Sitges va ser l'estatunidenca, en format digital i amb 30 minuts més que la projectada a Europa. També es van recordar i van homenatjar els 25 anys de Retorn al futur i els 50 de Psicosi, i es va retre tribut a la memòria de Paul Naschy, icona del gènere, amb el documental El hombre que vio llorar a Frankenstein.
En la programació va abundar la representació de produccions espanyoles a les diferents seccions com 14 Days with Victor, Agnòsia, De mayor quiero ser soldado o Carne de neón, dins d'un repertori de més de 260 pel·lícules. Entre les obres de procedència llatinoamericana es troben la mexicana Somos lo que hay de Jorge Michel Grau i la uruguaia La casa muda de Gustavo Hernández Ibáñez.

## Homenatge a Naschy
A més d'emetre's el documental El hombre que vio llorar a Frankenstein, produït per La Cruzada Entertainment, Waldemar Media i la revista Scifiworld, Paul Naschy va ser homenatjat el 7 d'octubre amb la projecció del curtmetratge Los árboles. També es va presentar la seva última pel·lícula rodada abans de morir, La sombra prohibida, la seva interpretació pòstuma en un llargmetratge i segona part de La herencia Valdemar, dirigida també per José Luis Alemán i basada en la novel·la de H.P. Lovecraft. A la matinada del 8 d'octubre, entre la marató de pel·lícules projectades, es trobaven també una clàssica de Naschy, El gran amor del conde Drácula, dirigida el 1972 per Javier Aguirre.

## Pel·lícules projectades

### Secció oficial Fantàstic
- Rare Exports de Jalmari Helander
- Tucker & Dale vs. Evil d'Eli Craig /
- L'últim exorcisme de Daniel Stamm
- Wai dor lei ah yut ho de Pang Ho-cheung
- Fase 7 de Nicolás Goldbart
- Monsters de Gareth Edwards
- Secuestrados de Miguel Ángel Vivas
- Jūsannin no Shikaku (13 Assassins) de Takashi Miike
- Carne de neón de Paco Cabezas
- Rubber de Quentin Dupieux
- Les Nuits rouges du bourreau de jade de Julien Carbon i Laurent Courtiaud
- Una dona, una pistola i una botiga de fideus xinesos de Zhang Yimou
- Kokuhaku de Tetsuya Nakashima
- L'oncle Boonmee, que recorda les seves vides passades d'Apichatpong Weerasethakul
- Bedevilled (2010) de Jang Cheol-soo
- Wir sind die Nacht de Dennis Gansel
- Kaboom de Gregg Araki
- Kosmos de Reha Erdem
- Black Death de Christopher Smith
- Legend of the Fist: The Return of Chen Zhen d'Andrew Lau
- Somos lo que hay de Jorge Michel Grau
- La casa muda de Gustavo Hernández Ibáñez
- L'amfitrió perfecte de Nick Tomnay
- Stxàstie Moió de Serguí Loznítsia
- 14 días con Víctor de Román Parrado Lloro

### Secció Orient Express
- Bẫy Rồng (Clash) de Le Thanh Son [6]
- El detectiu Di i el misteri de la flama fantasma de Tsui Hark /
- Fire of Conscience de Dante Lam
- Gallants (Da Lui Toi) de Derek Kwok i Clement Cheng
- Jin yan zi (Golden Seallow, 1968) de Chang Cheh
- Higanjima de Kim Tae-kyun
- Ip Man 2 de Wilson Yip
- Ong bak 3 de Tony Jaa i Panna Rittikrai
- Woochi, caçador de dimonis de Choi Dong-hoon

## Jurat
El jurat internacional era format per Francesco Barilli, Jaume Collet-Serra, Colin Geddes, Jan Harlan i Elena Manrique.

## Premis
Els premis d'aquesta edició foren:
| Categoria                                                     | Premiat                                                                      | Treball                                         |
| ------------------------------------------------------------- | ---------------------------------------------------------------------------- | ----------------------------------------------- |
| Premi al millor director                                      | Jalmari Helander                                                             | Rare Exports                                    |
| Premi a la millor pel·lícula                                  | Rare Exports                                                                 | Jalmari Helander                                |
| Premi a la millor actriu                                      | Josie Ho                                                                     | Wai dor lei ah yut ho                           |
| Premi al millor actor                                         | Patrick Fabian                                                               | L'últim exorcisme                               |
| Premi al millor guió                                          | Nicolás Goldbart                                                             | Fase 7                                          |
| Premi a la millor fotografia                                  | Mika Orasmaa                                                                 | Rare Exports                                    |
| Premi al millor banda sonora                                  | Seppuku Paradigm                                                             | Les Nuits rouges du bourreau de jade            |
| Premi als millors efectes especials                           | Gareth Edwards                                                               | Monsters                                        |
| Premi al millor make-up                                       | Vitaya Deerattakul Andrew Lin                                                | Wai dor lei ah yut ho                           |
| Premi a la millor direcció artística                          | Yuji Hayashida                                                               | Jūsannin no Shikaku                             |
| Premi Especial del Jurat                                      | Wir sind die Nacht                                                           | Dennis Gansel                                   |
| Premi al millor Curtmetratge                                  | Jérôme Sable                                                                 | The Legend of Beaver Dam                        |
| Premi al millor Curtmetratge Menció especial                  | Sam Millor                                                                   | Vicenta                                         |
| Premi Panorama millor llargmetratge                           | Tucker & Dale vs. Evil                                                       | Eli Craig                                       |
| Premi Panorama millor curtmetratge                            | The Familiar                                                                 | Kody Zimmermann                                 |
| Premi Carnet Jove Fantàstic                                   | Rubber                                                                       | Quentin Dupieux                                 |
| Premi Carnet Jove Midnight X-Treme                            | Mutant Girls Squad                                                           | Noboru Iguchi Yoshihiro Nishimura Tak Sakaguchi |
| Premi Noves Visions                                           | Simon Werner a disparu...                                                    | Fabrice Gobert                                  |
| Premi Noves Visions. Diploma Discovery                        | Tony                                                                         | Gerard Johnson                                  |
| Premi Noves Visions Diploma no ficció                         | Vampires                                                                     | Vincent Lannoo                                  |
| Premi Noves Visions. Menció Especial                          | Sound of Noise                                                               | Ola Simonsson                                   |
| Premi Noves Visions. Menció Especial                          | 5150, rue des Ormes                                                          | Éric Tessier                                    |
| Premi Orient Express                                          | Cold Fish                                                                    | Sion Sono                                       |
| Premi Gertie al millor llargmetratge d'animació               | Jackboots on Whitehall                                                       | germans McHenry                                 |
| Premi Gertie al millor llargmetratge d'animació per nens      | Gadkí Utenok                                                                 | Garri Bardin                                    |
| Premi Gertie al millor curtmetratge d'animació                | Une nouvelle vie!                                                            | Fred Joyeux                                     |
| Premi Nova Autoria Millor direcció                            | Sílvia Subirós                                                               | La edad del sol                                 |
| Premi Nova Autoria Millor guió                                | Jaime Serrano                                                                | La lona                                         |
| Premi Nova Autoria Millor música original                     | Gonçal Perales Roy                                                           | The Smiley                                      |
| Premi de la Crítica José Luis Guarner                         | L'oncle Boonmee, que recorda les seves vides passades                        | Apichatpong Weerasethakul                       |
| Premi Ciutadà Kane a la direcció revelació                    | Rubber                                                                       | Quentin Dupieux                                 |
| Gran Premi del Públic El Periódico de Catalunya               | Jūsannin no Shikaku                                                          | Takashi Miike                                   |
| Premi Méliès d'argent al millor llargmetratge                 | Rubber                                                                       | Quentin Dupieux                                 |
| Premi Méliès d'argent al millor llargmetratge Menció especial | Rare Exports                                                                 | Jalmari Helander                                |
| Premi Méliès d'argent al millor curtmetratge                  | Les bessones del carrer de Ponent                                            | Marc Riba i Anna Solanas                        |
| Premi Méliès d'Or al millor llargmetratge                     | Buried (Enterrat)                                                            | Rodrigo Cortés                                  |
| Premi Méliès d'Or al millor curtmetratge                      | El ataque de los robots de Nebulosa-5                                        | Chema García Ibarra                             |
| Premi Brigadoon a curtmetratge                                | St. Christophorus: Roadkill                                                  | Gregor Elder                                    |
| Premi Honorífic Màquina del Temps                             | Joe Dante Rebecca De Mornay Tom Savini Kim Ji-Woon Richard Kelly Mick Garris |                                                 |
| Premi Honorari "María"                                        | Sid Haig                                                                     |                                                 |
| Gran Premi Honorífic                                          | Vincent Cassel                                                               |                                                 |